# Alaska Gelati Lecce
ACF Alaska Gelati Lecce – włoski klub piłki nożnej kobiet, mający siedzibę w mieście Lecce, w południowo-wschodniej części kraju.

## Historia
Chronologia nazw:
- 1970: A.C.F. Alaska Gelati Veglie
- 1974: A.C.F. Alaska Gelati Lecce

Klub piłkarski A.C.F. Alaska Gelati Lecce został założony w mieście Veglie w 1970 roku, przez lokalnego przedsiębiorcę Ernesto Guariniego. W 1973 zespół jako finalista Serie A Interregionale zdobył awans do Serie A. W 1974 przed startem sezonu w najwyższej klasie przeniósł się do Lecce i zmienił nazwę na A.C.F. Alaska Gelati Lecce. W 1981 osiągnął pierwszy swój sukces, zdobywając tytuł mistrzowski oraz Puchar kraju. W następnym sezonie również zdobył dublet. W 1983 po raz trzeci został mistrzem Włoch. Ale potem klub został przyłączony do klubu ACF Trani 80, który z nazwą A.C.F. Alaska Trani 80 w 1984 zdobył mistrzostwo.

## Sukcesy

### Trofea międzynarodowe
Nie uczestniczył w rozgrywkach europejskich (stan na 01-01-2017).

### Trofea krajowe
- Serie A (I poziom):
  - mistrz (3): 1981, 1982, 1983

- Serie B (II poziom):
  - mistrz (1): 1973 (grupa B)

- Puchar Włoch:
  - zdobywca (1): 1981, 1982
  - finalista (1): 1980

## Stadion
Klub rozgrywa swoje mecze domowe na stadionie Campo Sportivo Flavio Minetola w Veglie, który może pomieścić 100 widzów.